# 1984 (广告)
「1984」广告是蘋果電腦首个介绍麦金塔電腦產品的美国电视广告，廣告情節影射英國作家乔治·奥威尔（George Orwell）的著名小说《一九八四》。「1984」使用了无名主角代表麦金塔计算机的来临，她会从「老大哥」手上拯救人类。现在的人们认为「1984」是一个分水岭式的杰作 。
這隻廣告由里德利·斯科特导演，Chiat/Day廣告公司的史蒂夫·海登（Steve Hayden）、布伦特·托马斯（Brent Thomas）和李·却劳（Lee Clow）构思，制作公司为纽约的费尔班克斯电影公司（Fairbanks Films）。安雅·美芝（Anya Major）扮演为不具名的女主角、戴维·格雷厄姆（David Graham）扮演老大哥。
廣告片於1983年12月31日晚上在爱达荷州特温福尔斯的KMVT-TV電視台首次播出。从1984年1月17日开始，「1984」在电影院的电影预告环节放映了几个星期。它唯一的日间播映是在1984年1月22日，正值第十八届超级碗的第三节比赛。

## 情节

老大哥發表講話

广告以反乌托邦式，带有工业风的蓝灰色调为主。一支行進中的剃着秃头的人群队伍，步伐整齐地通过一条多个电幕监视的隧道走向大讲堂，众人就坐并观看中央大电幕中老大哥（戴维·格雷厄姆飾）的演讲。老大哥正在庆祝「信息净化指示」的一周年，并告诉他的观众，「我们的『统一思想』是更强大的武器」 ，将用它来伤害他们的敌人。
此时，一位田径运动员打扮的无名女主角（安雅·美芝飾）出现。她身着红色运动短裤与运动鞋，和一件印有麦金塔计算机图片的白色背心，手持大锤跑向大讲堂，其身后有四名防暴警察装扮的人员追赶。女主角跑向大电幕，用力向其掷出大锤。就在老大哥宣布「我们将会获胜！」的时候，电幕被大锤击毁，散放着强烈的光芒，刮起强风以致讲堂内烟雾缭绕。观众则一脸震惊地看着电幕。
广告接着出现一段自下而上的滚动黑色文案，伴有演员爱德华·格罗弗的旁白：「在1月24日，苹果電腦将推出麦金塔。而您将会明白为何1984年不会像『1984年』。」广告最后切至黑幕并出现苹果标志。

## 發展
「1984」广告是由史蒂夫·海登构思布伦特‧托马斯为艺术指导和李‧却劳为创作指导 。里德利·斯科特被制作人理查德·奥尼尔雇用执导「1984」广告，制作预算为90万美元。
史蒂夫·乔布斯和约翰·史考利热衷于「1984」广告，他们购买了超级杯一分半钟的广告时段，美国每年收视率最高的电视节目。在1983年12月，他们的广告向苹果董事会放映。出乎乔布斯和史考利的意料之外，整个董事会讨厌「1984」广告。
尽管董事会不喜欢「1984」广告，但史蒂夫·乔布斯继续支持。斯蒂夫·沃兹尼亚克看完广告后，表示如果苹果董事会拒绝广播「1984」广告，他愿意与史蒂夫·乔布斯各出一半广播费用。
《1984》廣告亦有法文等版本，但法文版本的《1984》廣告在內容上與英文版《1984》不同。

## 嘲諷
2020年8月，美國電子遊戲開發商Epic Games為抗議蘋果公司與谷歌公司將該公司的手機遊戲《要塞英雄》（Fortnite）強制從App Store與Google Play下架，製作了一支動畫廣告片嘲諷《1984》，片中的老大哥變成一個與蘋果公司商標相似的蘋果頭。

## 外部連結
- 1984 广告影片 （页面存档备份，存于） — Youtube 存檔 (有字幕)
- 1984 广告和老大哥的講稿
- Nineteen Eighty-Fortnite - #FreeFortnite （页面存档备份，存于） Epic Games嘲諷1984的廣告